# Pierre Louis Roblin
Pierre Louis Roblin est un homme politique français né le 22 juillet 1877 à Champvert (Nièvre) et décédé le 9 février 1916 à Thianges (Nièvre).

## Biographie
Fils d'agriculteurs, docteur en droit, il est avocat à la Cour d'Appel de Paris. Militant socialiste dans la Nièvre, il est maire de Thianges en 1904 et conseiller général du canton de Decize en 1910. Il est député de la Nièvre de 1905 à 1916, inscrit au groupe socialiste.
En janvier 1909, c'est sur sa recommandation que Lénine, alors en exil à Paris, obtient une carte d'entrée à la salle de lecture de la Bibliothèque nationale.

## Sources
- « Pierre Louis Roblin », dans le Dictionnaire des parlementaires français (1889-1940), sous la direction de Jean Jolly, PUF, 1960 [détail de l’édition]